# 59. Oscar-gála
Az 59. Oscar-gálát, a Filmakadémia díjátadóját 1987. március 30-án tartották meg. Az év közönségsikere a Top Gun volt, ez szokás szerint nem érdekelte a Filmakadémiai tagokat, csak a slágerdal és a hangmérnöki kategóriában jelölték a filmet. A vietnámi háborús  A szakasz kapott négy díjat és a Hannah és nővérei mellékszereplőit díjazták. Marlee Matlin díja Oscar történelmi esemény lett, az első süketnéma színész jutalmazással. Spielberget egy Irving G. Thalberg különdíjjal kárpótolták az eddigi mellőzésért.

## Kategóriák és jelöltek
nyertesek félkövérrel jelölve

### Legjobb film
- A szakasz – Hemdale, Orion – Arnold Kopelson
  - Egy kisebb isten gyermekei – Sugarman, Paramount – Burt Sugarman, Patrick J. Palmer
  - Hannah és nővérei – Rollins-Joffe, Orion – Robert Greenhut
  - A misszió (The Mission) – Warner Bros./Goldcrest/Kingsmere, Warner Bros. – Fernando Ghia, David Puttnam
  - Szoba kilátással – Merchant Ivory, Cinecom – Ismail Merchant

### Legjobb színész
- Paul Newman  –  A pénz színe
  - Dexter Gordon       –  Jazz Párizsban (Round Midnight)
  - Bob Hoskins         –  Mona Lisa
  - William Hurt        –  Egy kisebb isten gyermekei
  - James Woods         –  Salvador

### Legjobb színésznő
- Marlee Matlin  –  Egy kisebb Isten gyermekei
  - Jane Fonda  –  Másnap reggel (The Morning After)
  - Sissy Spacek  –  Bűnös szívek
  - Kathleen Turner  –  Előre a múltba (Peggy Sue Got Married)
  - Sigourney Weaver  –  A bolygó neve: Halál (Aliens)

### Legjobb férfi mellékszereplő
- Michael Caine  –  Hannah és nővérei
  - Tom Berenger  –  A szakasz
  - Willem Dafoe  –  A szakasz
  - Denholm Elliott  –  Szoba kilátással
  - Dennis Hopper  –  A legjobb dobás (Hoosiers)

### Legjobb női mellékszereplő
- Dianne Wiest – Hannah és nővérei
  - Tess Harper – Bűnös szívek
  - Piper Laurie – Egy kisebb isten gyermekei
  - Mary Elizabeth Mastrantonio – A pénz színe
  - Maggie Smith – Szoba kilátással

### Legjobb rendező
- Oliver Stone – A szakasz
  - Woody Allen – Hannah és nővérei
  - James Ivory – Szoba kilátással
  - Roland Joffé – A misszió (The Mission)
  - David Lynch – Kék bársony

### Legjobb eredeti történet
- Hannah és nővérei – Woody Allen
  - Az én szép kis mosodám – Hanif Kureishi
  - Krokodil Dundee – Paul Hogan, Ken Shadie, John Cornell
  - Salvador – Oliver Stone, Richard Boyle
  - A szakasz – Oliver Stone

### Legjobb adaptált forgatókönyv
- Szoba kilátással – Ruth Prawer Jhabvala forgatókönyve E.M. Forster regénye alapján
  - Egy kisebb istenség gyermekei – Hesper Anderson, Mark Medoff forgatókönyve Mark Medoff regénye alapján
  - A pénz színe – Richard Price forgatókönyve Walter Tevis regénye alapján
  - Bűnös szívek – Beth Henley saját színműve alapján
  - Állj mellém! – Raynold Gideon, Bruce A. Evans forgatókönyve Stephen King: ’’The Body’’ című novellája alapján

### Legjobb operatőr
- Chris Menges, A misszió (The Mission)
  - Jordan Cronenweth, Peggy Sue Got Married
  - Don Peterman, Star Trek IV: A hazatérés (Star Trek IV: The Voyage Home)
  - Tony Pierce-Roberts, Szoba kilátással
  - Robert Richardson, A szakasz

### Látványtervezés és díszlet
- Gianni Quaranta, Brian Ackland-Snow; Brian Savegar, Elio Altamura (Díszlet) – Szoba kilátással
  - Peter Lamont, Crispian Sallis – A bolygó neve: Halál (Aliens)
  - Boris Leven (posztumusz), Karen O'Hara – A pénz színe
  - Stuart Wurtzel, Carol Joffe – Hannah és nővérei
  - Stuart Craig, Jack Stephens – A misszió (The Mission)

### Legjobb vágás
- A szakasz – Claire Simpson
  - A bolygó neve: Halál (Aliens) – Ray Lovejoy
  - Hannah and Her Sisters (Hannah és nővérei) – Susan E. Morse
  - A misszió – Jim Clark
  - Top Gun – Billy Weber, Chris Lebenzon

### Legjobb vizuális effektus
- Nem adták ki.

### Legjobb idegen nyelvű film
- The Assault (De Aanslag) (Hollandia) – Fons Rademakers Produktie – Fons Rademakers producer és rendező
  - 38 – Vienna Before the Fall (38) (Ausztria) – Almaro Film, Bayerischer Rundfunk (BR), Satel Film, Österreichischer Rundfunk (ORF) – Michael von Wolkenstein producer – Wolfgang Glück rendező
  - 37.2 Degrees in the Morning (a.k.a. Betty Blue) (37º2 le matin) (Franciaország) – Cargo Films, Constellation – Jean-Jacques Beineix, Claudie Ossard producers – Jean-Jacques Beineix rendező
  - The Decline of the American Empire (Le Déclin de l'empire américain) (Kanada) (in French) – Corporation Image M & M, Malofilm, National Film Board of Canada (NFB), Société Radio Cinéma, Société Général du Cinéma du Québec, Téléfilm Canada – Roger Frappier, René Malo producerek – Denys Arcand rendező
  - Az én kis falum (Vesničko má středisková) (Csehszlovákia) – Fifth Group, Barrandov Studios – producer – Jiří Menzel rendező

### Legjobb eredeti filmzene
- Jazz Párizsban (Round Midnight) – Herbie Hancock
  - A bolygó neve: Halál (Aliens) – James Horner
  - A legjobb dobás (Hoosiers) – Jerry Goldsmith
  - A misszió (The Mission) – Ennio Morricone
  - Star Trek IV: A hazatérés (Star Trek IV: The Voyage Home) – Leonard Rosenman

## Statisztika

### Egynél több jelöléssel bíró filmek
- 8: A szakasz (Platoon), Szoba kilátással (A Room with a View)
- 7: A bolygó neve: Halál (Aliens), Hanna és nővérei (Hannah and her Sisters), A misszió (The Mission)
- 5: Egy kisebb Isten gyermekei (Children of a Lesser God)
- 4: A pénz színe (The Color of Money), Star trek – Hazatérés (Star Trek IV: The Voyage Home), Top Gun
- 3: Crimes of the Heart, Előre a múltba (Peggy Sue Got Married)
- 2: Hoosiers, Rémségek kicsiny boltja (Little Shop of Horrors), Round Midnight, Salvador

### Egynél több díjjal bíró filmek
- 4: Platoon
- 3: Hannah and her Sisters, A Room with a View
- 2: Aliens

## Külső hivatkozások
- Az 1987. év Oscar-díjasai az Internet Movie Database-ben